# Franco Nero
Franco Nero (San Prospero, Reggio de l'Emília, 23 de novembre de 1941) és un actor italià.

## Biografia
Nero de nom autèntic Francesco Clemente Giuseppe Sparanero va néixer a San Prospero (Reggio de l'Emília) fill d'un sargent dels carabinieri, Nero es va criar a Bedonia i a Milà. Va iniciar estudis d'Economia i Comerç a la Universitat local abans d'estudiar al Piccolo Teatro di Milano.
El primer paper de Nero va ser a La ragazza in prestito (1964), i el seu primer paper com a protagonista a la pel·lícula Django (1966) dirigida per Sergio Corbucci que és un spaghetti western i una de les seves pel·lícules més conegudes. El 1967, Nero aparegué a Camelot com Lancelot, on es troba amb la que després va ser la seva esposa, Vanessa Redgrave. Més tard va actuar al film sobre la màfia Il giorno della civetta amb Claudia Cardinale (1968).
No dominava gaire l'anglès, però tanmateix va aparèixer en films de llengua anglesa com The Virgin and the Gypsy (1970), Força 10 de Navarone (1978), Enter the Ninja (1981) i Die Hard 2 (1990).
El 2010, Nero actuà a la pel·lícula Letters to Juliet amb V. Redgrave.

## Filmografia
- Io la conoscevo bene (1965)
- Wild, Wild Planet (1965)
- The Tramplers (1965)
- War of the Planets (1966)
- The Third Eye (1966)
- Massacre Time (1966)
- La Bíblia (The Bible: In the Beginning) (1966)
- Django (1966)
- Texas, Adios (1967)
- Camelot (1967)
- Pride and Vengeance (1968)
- The Mercenary (1968)
- El dia de l'òliba (1968)
- The Fifth Day of Peace (1969)
- La batalla del Neretva (1969)
- Un racó tranquil al camp (1969)
- Detective Belli (1969)
- Dropout (1970)
- Vamos a matar, compañeros (1970)
- Tristana (1970)
- The Virgin and the Gypsy (1970)
- The Case Is Closed, Forget It (1971)
- Vacation (1971)
- The Fifth Cord (1971)
- Long Live Your Death (1971)
- Confessions of a Police Captain (1971)
- Deaf Smith & Johnny Ears (1972)
- The Matteotti Murder (1972)
- Pope Joan (1972)
- Le Moine (1972)
- High Crime (1973)
- Zanna Bianca (1973)
- Street Law (1974)
- The Legend of Valentino (1975)
- The Flower in His Mouth (1975)
- Cipolla Colt (1975)
- Per què s'assassina un magistrat? (Perché si uccide un magistrato) (1975)
- Last Days of Mussolini (1975)
- Death Rite (1976)
- Keoma (1976)
- 21 hores a Múnic (21 Hours at Munich) (1976)
- Victory March (1976)
- Hitch-Hike (1977)
- Força 10 de Navarone (Force 10 from Navarone) (1978)
- The Pirate (1978)
- Sahara Cross (1978)
- The Shark Hunter (1979)
- Un dramma borghese (1979)
- The Visitor (1979)
- The Blue-Eyed Bandit (1980)
- Day of the Cobra (1980)
- The Man with Bogart's Face (1980)
- La salamandra (The Salamander) (1981)
- La venjança del ninja (Enter the Ninja) (1981)
- Banović Strahinja (1981)
- Grog (1982)
- Querelle (1982)
- Red Bells (1982)
- Wagner (1983)
- Red Bells II (1983)
- The Last Days of Pompeii (1984)
- The Repenter (1985)
- The Girl (1986)
- Django 2 (1987)
- Sweet Country (1987)
- Run for Your Life (1988)
- The Magistrate (1989)
- Young Toscanini (1990)
- I Promessi sposi (1990)
- Die Hard 2 (1990)
- Breath of Life (1990)
- Young Catherine (1991)
- Fratelli e sorelle (1992)
- Jonathan degli orsi (1993)
- Desideria e l'Anello del Drago (1994)
- Talk of Angels (1996)
- The Conquest (1996)
- The Innocent Sleep (1996)
- The Return of Sandokan (1996)
- Painted Lady (1997)
- David (1997 telefilm) com Nathan
- Deserto di fuoco (1997)
- Bella Mafia (1997)
- The Versace Murder (1998)
- Megiddo: The Omega Code 2 (1999)
- Li chiamarono... briganti! (1999)
- Sense invitació (Uninvited) (1999)
- Mirka (2000)
- The Crusaders (2001)
- Forever Blues (també director, 2005)
- Bathory (2008)
- Mord ist mein Geschäft, Liebling (2009)
- Letters to Juliet (2010)
- Augustine: The Decline of the Roman Empire (2010)
- Cars 2 (veu, 2011)
- New Order (2012)
- Django Unchained (2012)
- The Lost City of Z (2016)
- Der Fall Collini (2019)

## Discografia
- 1985 - Will Change The World/Cambierà (Lovers, LVNP 802, 7" - with his son Carlo)